# Ledbergsstenen
Ledbergsstenen, med signum Ög 181, är en runsten som nu står på norra sidan om Ledbergs kyrka i Ledbergs socken och Linköpings kommun i Östergötland. Dess ursprungliga plats är okänd.
Motivet har liknelser med Tullstorpstenen, båda med samma kantiga båt och ulv.

## Stenen
Stenen är av granit och höjden är 287 cm, bredden 55–95 cm och tjockleken 40 cm. Det finns ristningar på tre av stenens sidor. På östra smalsidan finns ett ornerat kors medan den västra inte har någon ristning. Själva runtexten finns på stenens båda bredsidor och dessutom är ytan täckt av mansavbildningar, fyrfotadjur och ett skepp. Texten, som är skadad på sina ställen, inleds på stenens södra sida, sida A, som är vänd mot Ledbergs kyrka, och fortsätter på den norra, sida B.

## Inskriften
Translitterering av runraden:
§A (b)isi · sati : st[(n)] : þisi : iftiʀ : þurkut : u----þi : faþur 
§B : sin : uk : þu : kuna : baþi : þmk:iii:sss:ttt:iii:l[(l)]l :
Normalisering till runsvenska:
§A Bisi satti stæin þennsi æftiʀ Þorgaut ..., faður 
§B sinn ok þau Gunna baði. Þistill/mistill/kistill.
Översättning till nusvenska:
§A Bisse satte sten denna efter Torgöt ..., fader
§B sin, de båda (Bisse) och Gunna (satte stenen). Tistel, mistel, kistel.

## Historia och tolkning

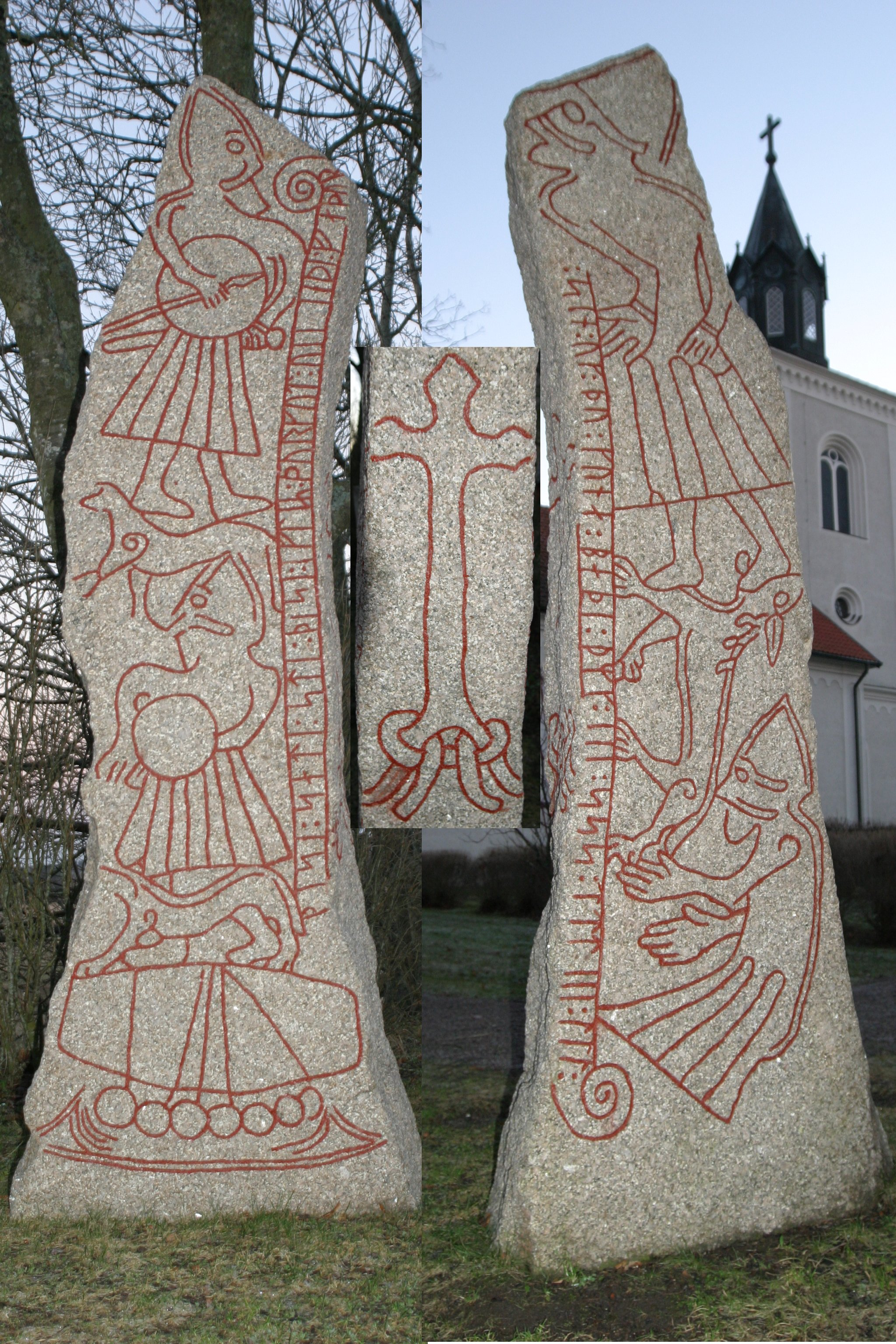
Ledbergsstenen, montage med framsida (vänster), baksida (höger) och högersidans ornamentristning (infälld, mitten).

Runstenen restes, som texten anger, av Bisse och Gunna till minne av Torgöt. Bisse var Torgöts son men det är oklart om Gunna var Torgöts eller Bisses hustru alternativt Torgöts dotter. Man vet inte var stenen ursprungligen stått, men på 1600-talet var den i alla fall inmurad i sakristians vägg i Ledbergs gamla romanska 1100-talskyrka med sida B riktad utåt. När denna kyrka revs 1847 placerades stenen istället i kyrkogårdsmuren för att först 1852 placeras på sin nuvarande plats på kyrkogården. Det var riksantikvaren Bror Emil Hildebrand som föreslog denna placering, medan prästen och stiftsbibliotekarien Levin Christian Wiede ville placera den på toppen av den i närheten liggande gravhögen Ledbergs kulle.
Vad gäller tolkningen så är den första delen av inskriften relativt oproblematisk, även om man inte lyckats tyda vad som står direkt efter Torgöts namn. Större problem gav lönnskriften i slutet av runtexten: 
þmk : iii : sss : ttt : iii : l[(l)]l :
Enligt Erik Brate skulle detta parti läsas 
þmi : iii : sss : ts : iii : fli :.
Detta tolkade han i sin tur som en kommentar över var Torgöt dog. Enligt honom skulle iii : sss avse tredje ättens tredje runa (þ) och t skulle vara kvar oförändrad medan s : iii skulle avse första ättens tredje runa (m).
Genom att tolka þmi som en metates av  miþ (meþ, "bland") och fli som en metates av fil (fell, "föll") och dessutom anta att þtm var en förkortning för þrantum, d.v.s. folkslaget trönderna i Norge, kom han fram till att det hela stod för  meþ þrantum fell, ”bland trönderna föll han”. Han ansåg i sin tur att detta gjorde det sannolikt att Torgöt hade dödats under slaget vid Stiklastad år 1030, eftersom detta även stämde med stenens ungefärliga ålder. Mansfigurerna på stenen tolkades som föreställande Torgöt på slagfältet. Hela denna tolkning visade sig dock vara felaktig när man 1921 hittade en runsten DR 239 i Gørlevs kyrka i Danmark som har precis samma ristning men som är 100 till 200 år äldre. Lönnskriften visade sig i själva verket vara en trollformel som fås fram genom att man i tur och ordning väljer ut den första, andra respektive tredje bokstaven ur varje grupp ur den riktiga texten þmk:iii:sss:ttt:iii:lll:
”Tistel, mistel, kistel”.
Tisteln och misteln hade övernaturliga egenskaper i den vikingatida folktron men det är oklart vad ”kistel” betyder. Det är också oklart vad trollformeln hade för syfte.

## Bildernas tolkning
Ledbergsstenens bilder anses numera istället avbilda en scen ur den nordiska myten om Ragnarök, världens undergång, i form av en tecknad serie. Skeppet på sida A skulle i så fall kunna vara Nagelfar medan djuret på sida B kan vara Fenrisulven i färd med att sluka Oden.

## Bildgalleri

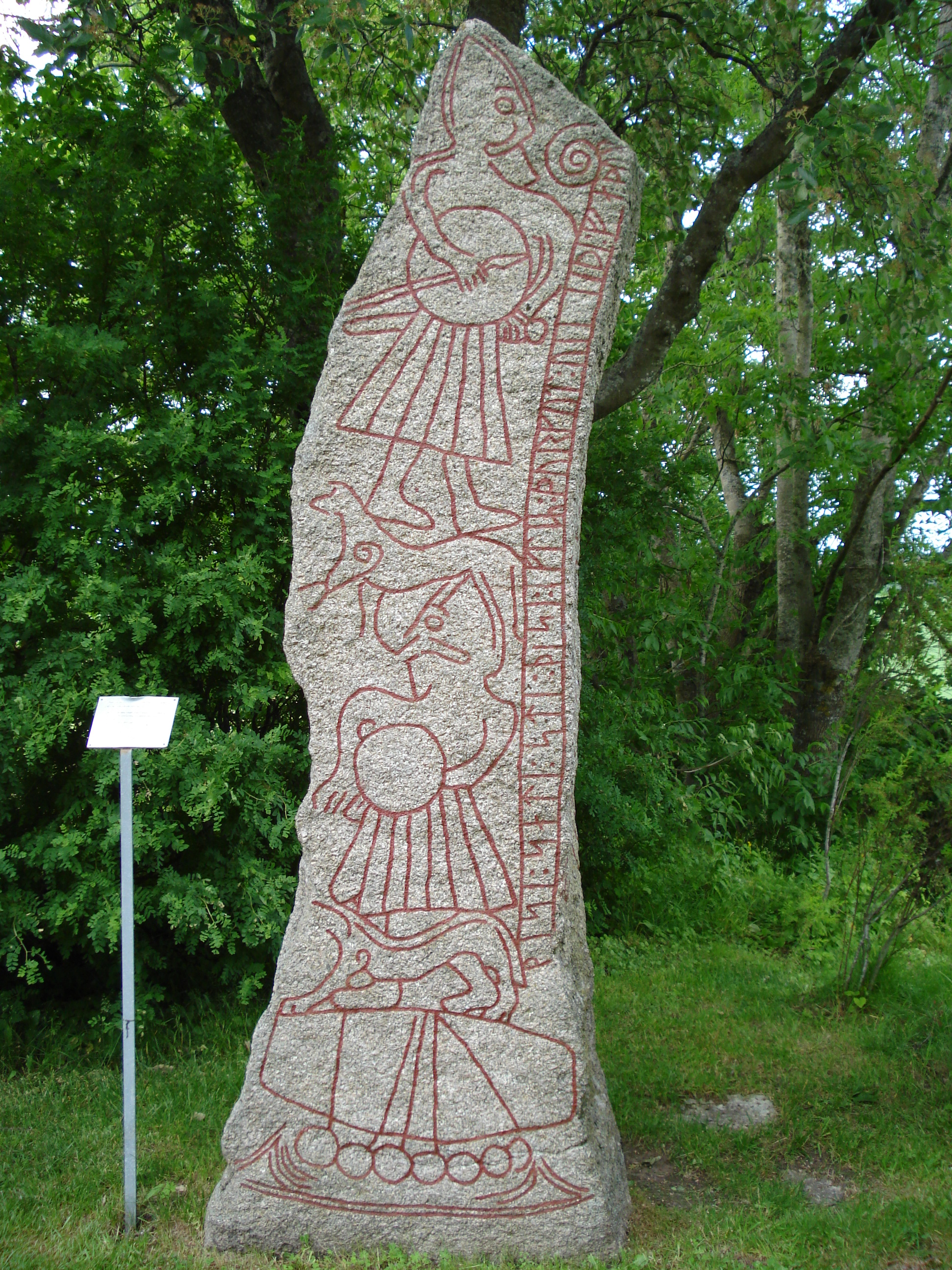
Sida A (framsidan)
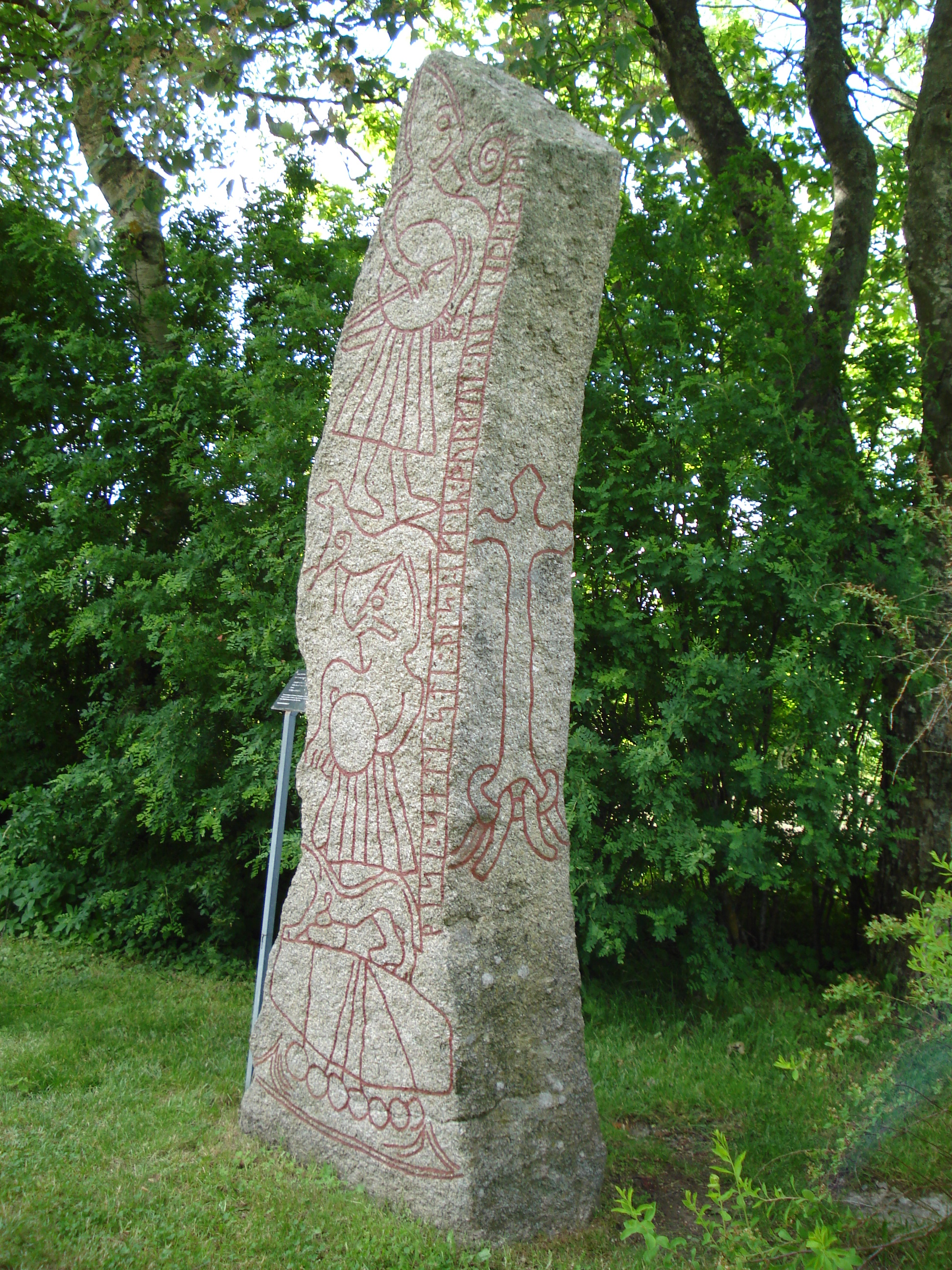
Korset på östra sidan
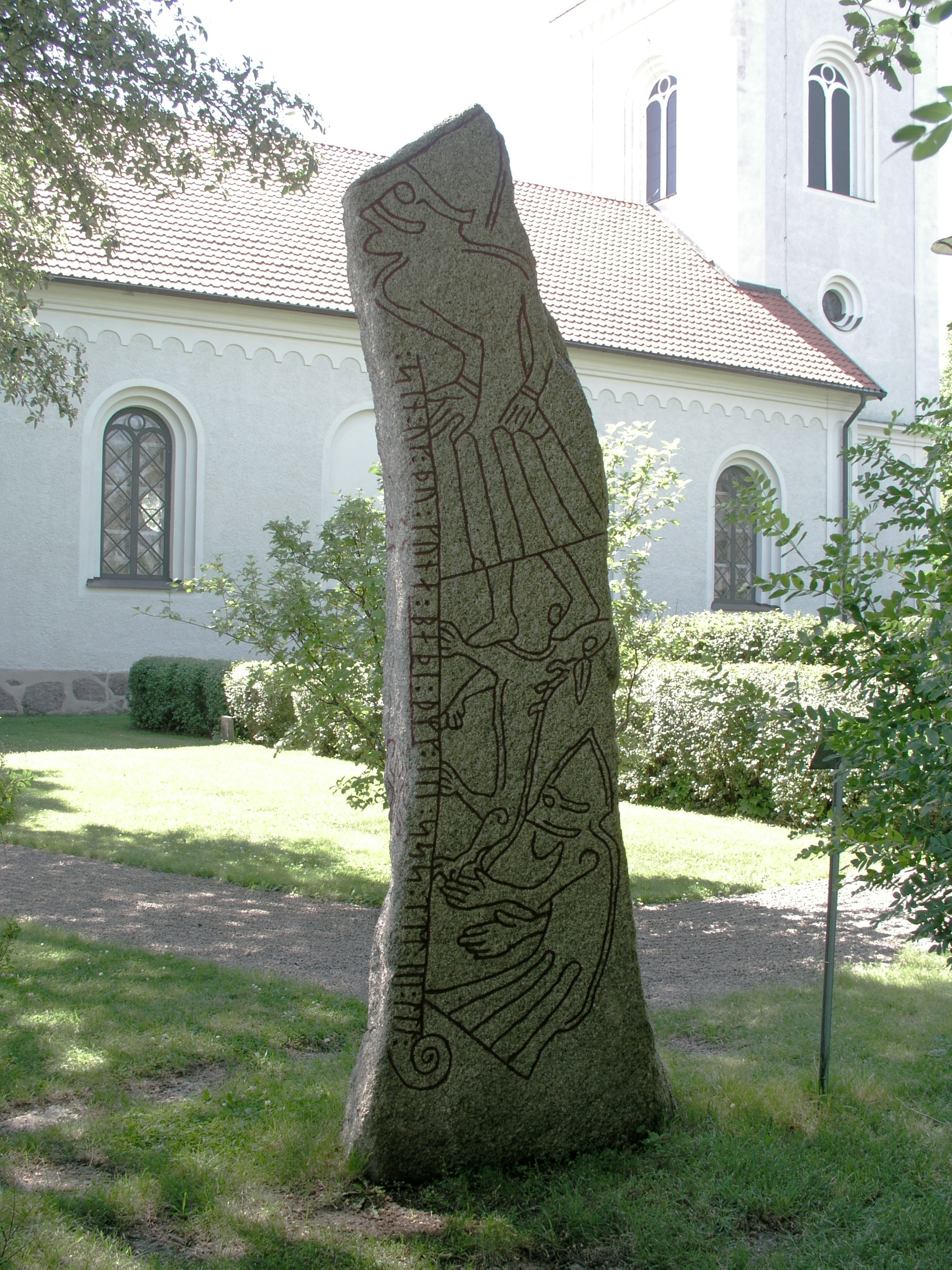
Sida B (baksidan)